# Збірна Аргентини з футзалу
Збірна Аргентини з футзалу представляє Аргентину на міжнародних змаганнях з футзалу. Вона підпорядкована Аргентинській футбольній асоціації.
Аргентина пройшла кваліфікацію та брала участь у всіх восьми Чемпіонатах світу з футзалу ФІФА і є однією з чотирьох національних команд, разом із Бразилією, Іспанією та Португалією, що вигравали Чемпіонат світу з футзалу ФІФА, здобувши перемогу у 2016 році. Також Аргентина тричі вигравала Кубок Америки: у 2003, 2015 та 2022 роках. Аргентина посідає 4 місце у світовому рейтингу ФІФА з футзалу.

## Досягнення
Чемпіон       Фіналіст       Бронзовий призер       Четверте місце
| Чемпіонат світу з футзалу | Чемпіонат світу з футзалу | Чемпіонат світу з футзалу | Чемпіонат світу з футзалу | Чемпіонат світу з футзалу | Чемпіонат світу з футзалу | Чемпіонат світу з футзалу | Чемпіонат світу з футзалу | Чемпіонат світу з футзалу |
| Рік                       | Раунд                     | Місце                     | Г                         | В                         | Н                         | П                         | ГЗ                        | ГП                        |
| ------------------------- | ------------------------- | ------------------------- | ------------------------- | ------------------------- | ------------------------- | ------------------------- | ------------------------- | ------------------------- |
| 1989                      | Другий раунд              | 8                         | 6                         | 2                         | 0                         | 4                         | 13                        | 18                        |
| 1992                      | Другий раунд              | 6                         | 6                         | 3                         | 0                         | 3                         | 16                        | 20                        |
| 1996                      | Перший раунд              | 9                         | 3                         | 1                         | 1                         | 1                         | 7                         | 9                         |
| 2000                      | Другий раунд              | 7                         | 6                         | 3                         | 0                         | 3                         | 16                        | 19                        |
| 2004                      | Четверте місце            | 4                         | 8                         | 4                         | 1                         | 3                         | 21                        | 18                        |
| 2008                      | Другий раунд              | 6                         | 7                         | 3                         | 3                         | 1                         | 19                        | 12                        |
| 2012                      | Чвертьфінал               | 5                         | 5                         | 3                         | 0                         | 2                         | 18                        | 9                         |
| 2016                      | Чемпіон                   | 1                         | 7                         | 6                         | 1                         | 0                         | 26                        | 11                        |
| 2021                      | Фіналіст                  | 2                         | 7                         | 5                         | 1                         | 1                         | 27                        | 8                         |
| 2024                      | Фіналіст                  | 2                         | 7                         | 6                         | 0                         | 1                         | 30                        | 12                        |
| Загалом                   | 1 титул                   | 10/10                     | 62                        | 36                        | 7                         | 19                        | 193                       | 136                       |